# ストーン・マウンテン

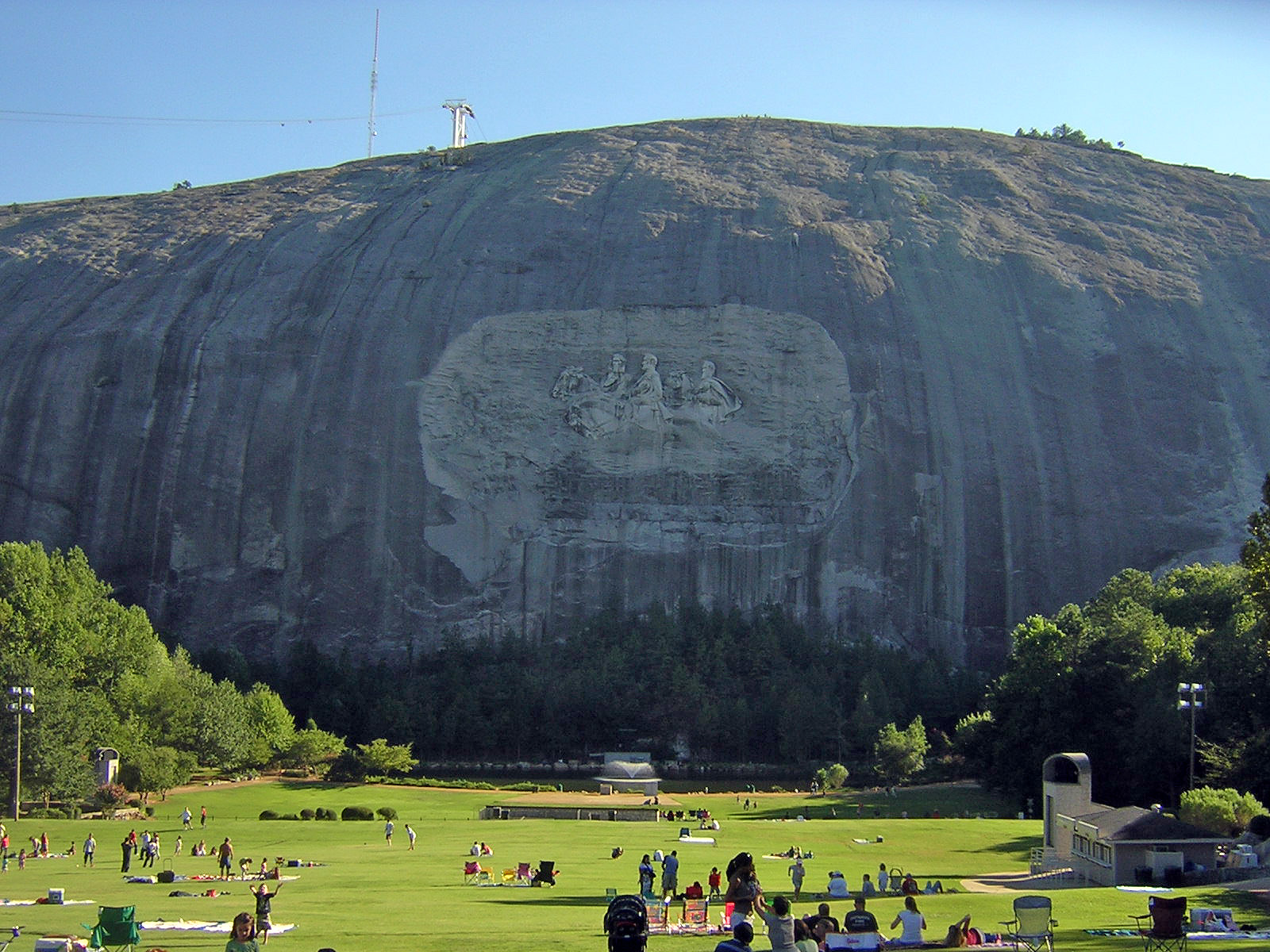
ストーン・マウンテンと山腹のレリーフ

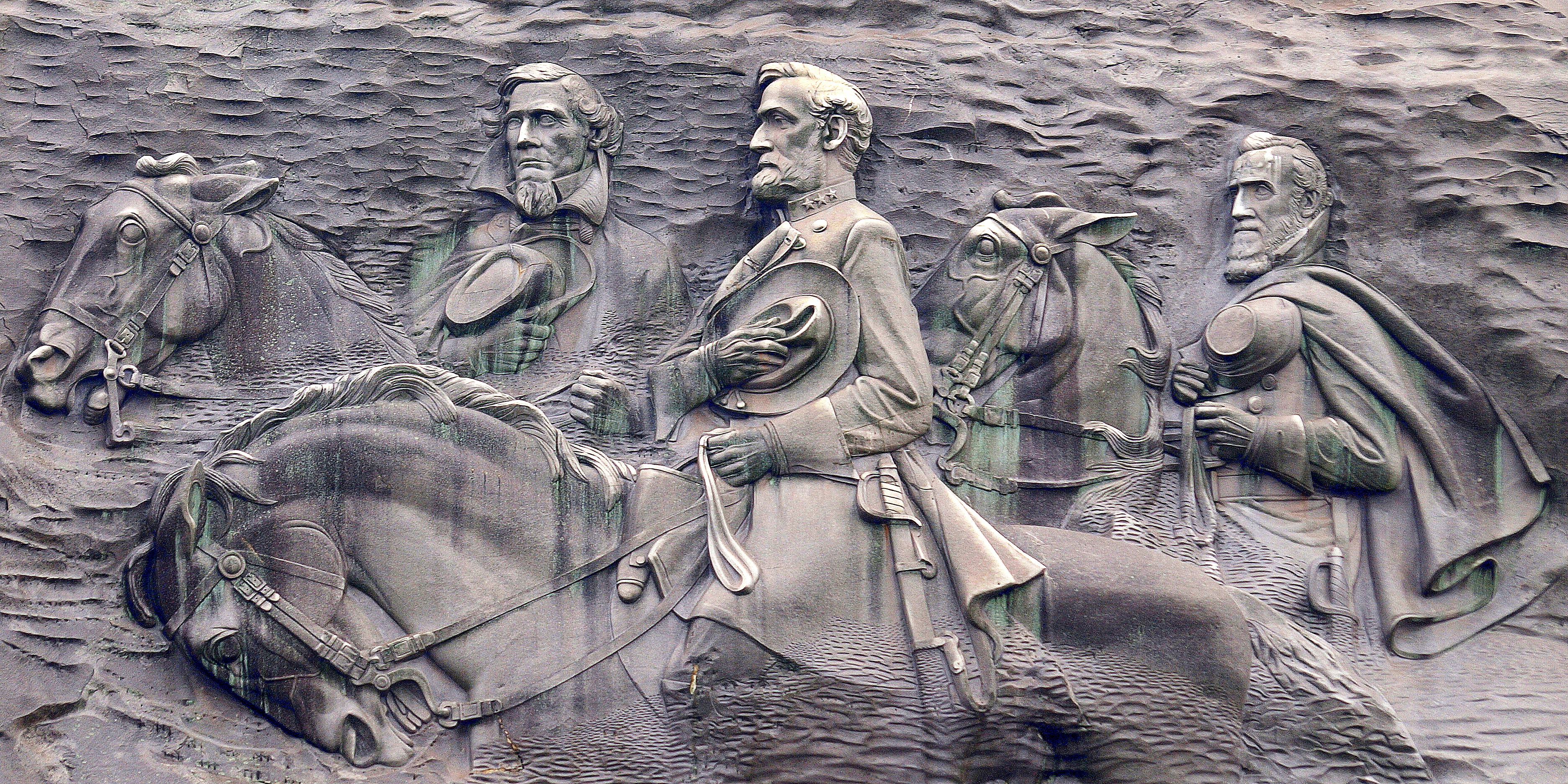
レリーフの詳細。左からデイヴィス、リー、ジャクソン

ストーン・マウンテン（Stone Mountain）は、アメリカ合衆国ジョージア州ストーンマウンテン（アトランタ東郊）にある標高513mの山。世界最大の花崗岩の一枚岩で、周囲からの高さは251mである。頂上にはロープウェイが通じている。
ストーン・マウンテンは、その山腹にあるジェファーソン・デイヴィス、ロバート・E・リー、ストーンウォール・ジャクソンの南北戦争の南軍の司令官・将軍3名のレリーフでも知られている。このレリーフは、高さ27m、幅58mの巨大なもので、世界最大とされる。後にラシュモア山の4人の大統領の胸像を担当することにもなった、アイダホ州出身の彫刻家ガットスン・ボーグラムによって制作された。1923年から作業を開始し、1972年に完成するまで、実に約50年の歳月を要した。21世紀に入り、奴隷制を維持しようとした南軍の記念碑として、撤去を求める声があがるなど新たな議論を呼んでいる。